# Siebren Miedema
Siebren Miedema (Weidum, 17 november 1949) is een Nederlands pedagoog en emeritus-hoogleraar Algemene Pedagogiek aan de Vrije Universiteit Amsterdam.

## Levensloop
Na de HBS-B begon Miedema met de studie onderwijskunde aan de Universiteit van Groningen. Na zijn kandidaats in 1974, en een kandidaats filosofie in 1976, studeerde hij in 1979 af in de onderwijskunde. In 1983 behaalde hij ook het doctoraal in filosofie aldaar, en in 1986 promoveerde hij aan de Universiteit Leiden in de sociale wetenschappen.
Begin jaren 1980 redigeerde Miedema zijn eerste boeken, en schreef enige artikelen over onderwijskundige onderwerpen in dagblad Trouw. In 1993 werd hij aangesteld als hoogleraar Algemene Pedagogiek aan de Vrije Universiteit Amsterdam. In 2002 volgde daarnaast een deeltijdaanstelling  als hoogleraar aan de afdeling Praktische Theologie van de Faculteit Godgeleerdheid. Miedema schreef en redigeerde zo'n 46 boeken en 300 academische artikelen en hoofdstukken.
In 2012 ontving hij een koninklijke onderscheiding, uitgereikt in Noordwijkerhout door burgemeester Gerrit Goedhart.

## Publicaties, een selectie
- Pedagogiek in meervoud : wegen in het denken over opvoeding en onderwijs, redactie met Fons Beugelsdijk, Deventer : Van Loghum Slaterus, 1984.
- Opvoeding zoals het is met Bas Levering, 1989.[4]
- De comeback van God in de pedagogiek, 2000.
- Bijzonder gemotiveerd, met Anne Bert Dijkstra, 2003.
- De onmogelijke mogelijkheid van levensbeschouwelijke opvoeding, 2003.
- Levensbeschouwelijke vorming in een (post-)seculiere tijd, 2012.